# Zarat
Zarat (arabe : الزارات) est une ville littorale du sud-est de la Tunisie située à une trentaine de kilomètres au sud de Gabès.
Rattachée administrativement au gouvernorat de Gabès, elle constitue une municipalité comptant 9 439 habitants en 2022.
Zarat se trouve dans le prolongement de l'oasis de Mareth en direction du golfe de Gabès, à trois kilomètres à l'est. Un port de pêche est implanté. Il a été choisi comme site d'installation de récifs artificiels afin d'offrir un site protégé pour le développement d'alevins et de posidonies face à la pêche industrielle pratiquée par les chalutiers dans le golfe.
Une source d'eau chaude (38,5 °C) de type sulfato-chlorurée alimente un hammam et donne une petite activité thermale à la ville.
La ville se trouve sur le territoire de la tribu des Aleïa.

## Personnalités
- Ahmed Laghmani, poète